# وهم المراقبة من وسائل الإعلام
وهم المراقبة من وسائل الإعلام (بالإنجليزية:Media Surveillance Delusion) هو شكل من أشكال الاضطرابات الوهمية التي يعاني فيها الفرد من اعتقاد راسخ بأن وسائل الإعلام المختلفة – كالتلفاز، الإنترنت، أو الإعلانات – ترسل له رسائل خاصة ومشفرة، أو تقوم بمراقبته شخصيًا. يُعد هذا النوع من الوهم امتدادًا لوهم المرجعية، ويظهر غالبًا لدى المصابين باضطرابات ذهانية مثل الفصام (Schizophrenia) أو الذهان الزوري (Paranoid Psychosis)

## التوصيف السريريّ
يصف هذا النوع من الوهم شعورًا داخليًا بأن الأحداث العامة أو المحتوى الإعلامي يحتوي على معانٍ شخصية للغاية، ويُفسّر بطريقة ذاتية، كأن المريض يرى أن:
•مقدّم الأخبار يلمح إليه.
•الأغاني تُبث خصيصًا لتوجيه رسائل.
•الإنترنت أو الهواتف ترسل إشارات سرية.
وفقًا لمقال منشور في  تُعد الأوهام المرجعية أحد الأعراض الأساسية في الذهان البارانويدي، وغالبًا ما ترتبط بتأثيرات الإعلام في العصر الرقمي. 

## التصنيف
يُدرج الوهم تحت تصنيف:
	•	الذهان الزوري
	•	وهم المرجعية
	•	الأوهام ذات الطابع التكنولوجي (Technology-Influenced Delusions)

## الأسباب المحتملة
•فرط النشاط في الفص الصدغي الأيسر (مرتبط بتفسير اللغة والرموز).
•تداخل في مسارات الذاكرة والانتباه.
•عوامل بيئية وضغط نفسي شديد.
•الاستخدام المفرط للإعلام أو العزلة الرقمية.
في دراسة أجراها Caputo et al. (2020)، أشار المرضى إلى "شعورهم بأنهم جزء من بث تلفزيوني مباشر”، مع تسجيل نشاط غير طبيعي في القشرة الدماغية الأمامية. 

## التشابة مع
•متلازمة ترومان: حيث يعتقد المريض أن حياته كلها برنامج تلفزيوني.
•وهم كابجراس: الاعتقاد أن أشخاصًا مألوفين قد استُبدلوا بشبيهين.
•الذهان التكنولوجي: ظهور أعراض ذهانية تتأثر بالتكنولوجيا الحديثة

## العلاج
•	مضادات الذهان (مثل: Olanzapine، Risperidone).
	•	العلاج السلوكي المعرفي (CBT).
	•	التثقيف الأسري والحد من التعرض المفرط للمنبهات الرقمية

## في الثقافة المعاصرة
ظهرت ملامح هذا الوهم في عدة أفلام، من أبرزها:
	•	فيلم The Truman Show (1998)، الذي يصور حياة شخص مراقَبة بالكامل دون علمه.
	•	رواية 1984 لجورج أورويل، حيث يُراقب الفرد حتى في خصوصيته